# Serebrjanka (Bachmut)
Serebrjanka (ukrainisch und russisch Серебрянка) ist ein Dorf im Norden der ukrainischen Oblast Donezk mit etwa 50 Einwohnern (2023).

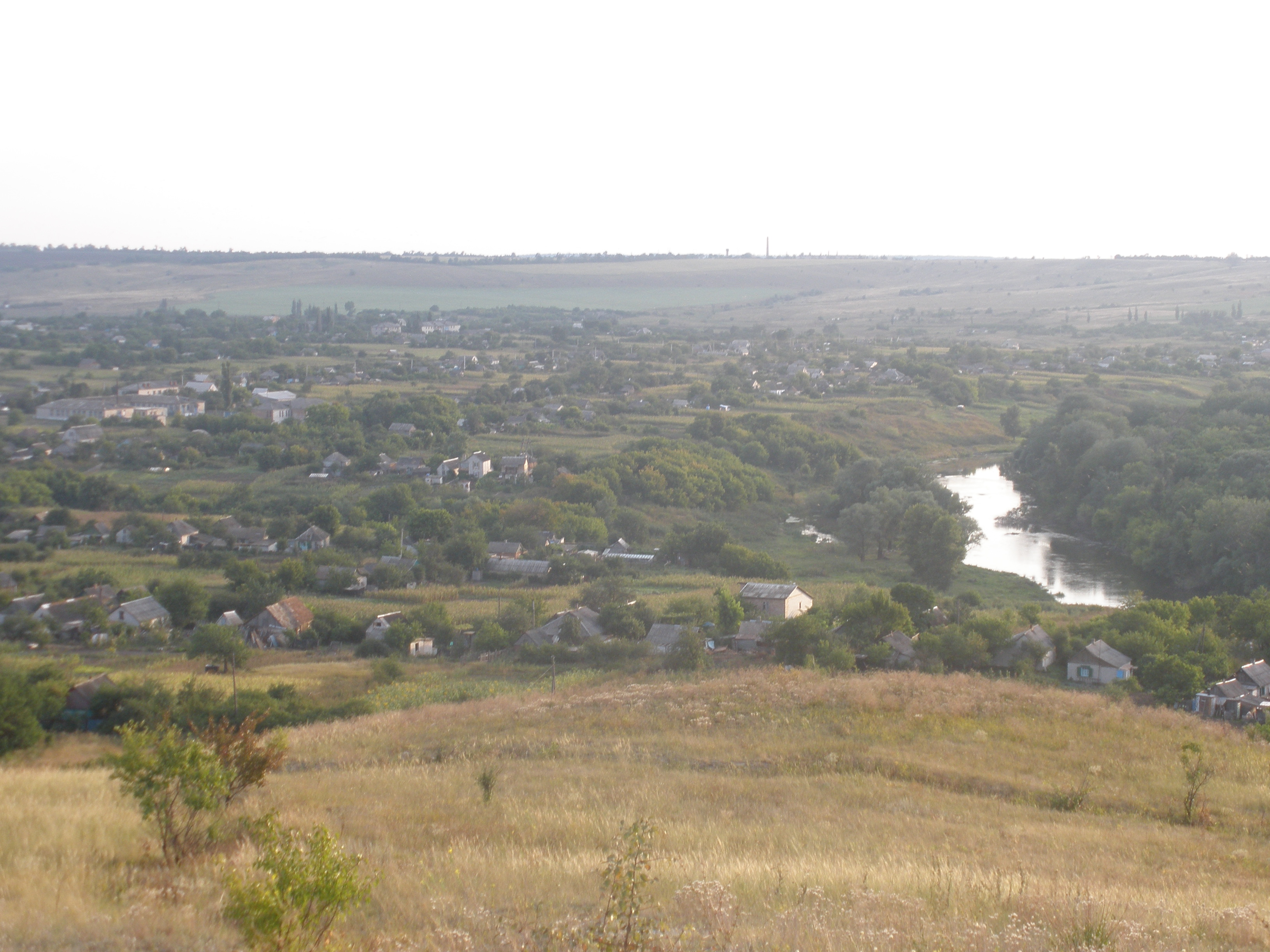
Ansicht von Serebrjanka

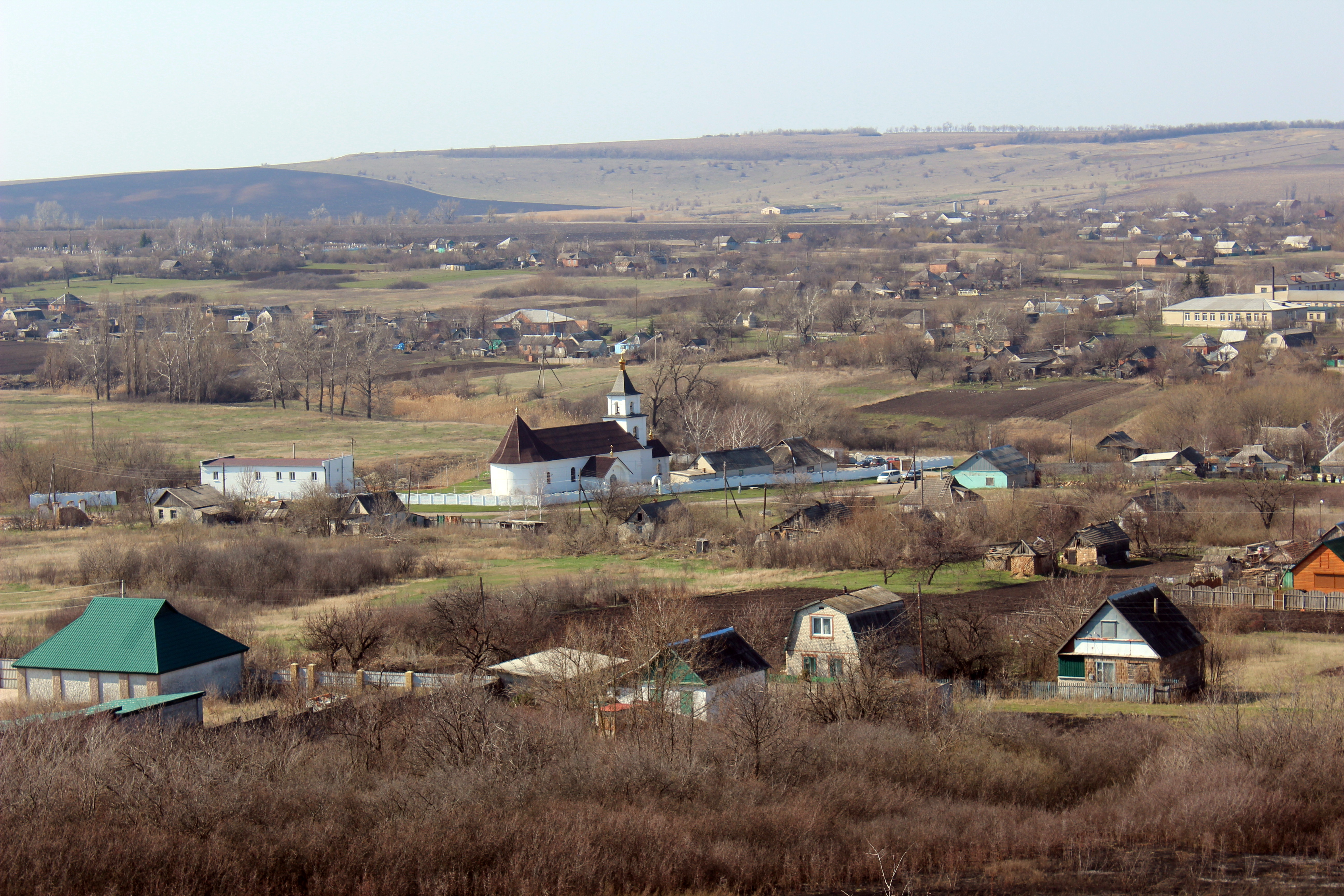
Blick auf die orthodoxe Kirche

Das 1753 gegründete Dorf liegt auf einer Höhe von 83 m am Ufer des Siwerskyj Donez, der hier die Grenze zur Oblast Luhansk bildet und auf dessen gegenüberliegendem Ufer der  Siwerskyj Donez-Nationalpark (Сіверсько-Донецький національний природний парк) liegt. Serebrjanka befindet sich 7 km nördlich vom Gemeindezentrum Siwersk und der Territorialstraße T–05–13, etwa 40 km nördlich vom Rajonzentrum Bachmut und etwa 120 km nördlich vom Oblastzentrum Donezk.
Am 29. Dezember 2016 wurde das Dorf ein Teil der neugegründeten Stadtgemeinde Siwersk, bis dahin bildete es zusammen mit dem Dorf Hryhoriwka (Григорівка) die gleichnamige Landratsgemeinde Serebrjanka (Серебрянська сільська рада/Serebrjanska silska rada) im Norden des Rajons Bachmut.
Am 17. Juli 2020 wurde der Ort ein Teil des Rajons Bachmut.

## Söhne und Töchter der Ortschaft
- Mykyta Schapowal (Микита Юхимович Шаповал; 1882–1932), ukrainischer Journalist, Soziologe, Dichter und Politiker. Er war Mitglied er Zentralna Rada der Ukrainischen Volksrepublik und während des Direktoriums der Ukrainischen Volksrepublik war er Minister für Landangelegenheiten.